# Kochab
Kochab (Beta de l'Ossa Menor / Beta Ursae Minoris) és l'estrella beta de la constel·lació de l'Ossa Menor. És una gegant taronja K-4 situada a 129 anys llum de la Terra.
El seu nom prové de l'àrab الكوكب (al-Kaukab o al-kokab, L'estrella). El nom complet que els antics astrònoms àrabs donaven a aquesta estrella era Al Kaukab l'Shamaliyy, que significa 'L'estrella del nord', ja que en el seu temps era l'estrella més propera al nord celeste.
A Kochab juntament amb Pherkad, se les anomena «Les Guardianes del Pol», doncs cada nit dibuixen un cercle entorn a Polaris (α Ursae Minoris), l'Estel Polar.

## Estrella polar
Va ser usada com a estrella polar en l'hemisferi nord aproximadament entre els anys 1500 aC i 500 dC. En les obres d'Homer, es fa referència a aquesta estrella per situar el pol nord celeste, situant-lo a dos terços de camí entre Polaris, l'actual estrella polar, i Kochab.